# Hck
HCK je debitantski studijski album ljubljanskega trap dvojca AMN, ki je izšel 20. aprila 2018 v založbi kolektiva GuapoGang. Pred albumom sta izdala singla "Čke po Ljubljani" ter "Afterica" (na katerem je gostovala Mili Khumara iz zasedbe Smrt boga in otrok) in oba sta dosegla zlasti na področju Ljubljane velik komercialni uspeh. Na dan izida albuma je izšel še zadnji singl, "HCK".

## Glasba
Za portal MMC RTV-SLO sta člana AMN v intervjuju s Klavdijo Kopino o albumu povedala:
"Večja težava [od impliciranega zveličevanja drog in življenjskega sloga] je, ker nihče prej ni govoril o kulturi "afterpartyjev" in drogah. Ko vidiš, koliko je dejansko tega povsod, je noro. Saj ne govoriva samo o tem, ampak o resničnih družbenih doživetjih. Saj ni nujno, da sva jih vse doživela, ampak opisujeva to, kar vidiva: "Mečejo se flaše za ženske." Ta občutek resničnosti, ki ga doživiva – mogoče ne vedno prvoosebno –, želiva vnesti v svoje skladbe. In zato sva pritegnila občinstvo, ker na drugačen način gledava na vsakdanje dogodke. Vseeno so skladbe del komercialnega novega "trap vala", toda v njih želiva ohraniti sporočilo."

## Kritični odziv
Album je bil sprejet z eno srednje dobro oceno. Za Mladino je Goran Kompoš rekel: "V zamaknjenih, momljajočih rimah o zakajanju in ženskah sicer ne boste našli besed(il)nih presežkov, so pa v povezavi s poznavalsko ukrojenimi beati dovolj za poznonočno stajliš hedonistično izkušnjo."

## Seznam pesmi
| Št. | Naslov                          | Dolžina |
| --- | ------------------------------- | ------- |
| 1.  | „KlčmDprnseKjZpšit (Intro)‟     | 0:42    |
| 2.  | „Kenk‟                          | 3:09    |
| 3.  | „Čke po Ljubljani‟              | 3:41    |
| 4.  | „HCK‟                           | 3:07    |
| 5.  | „Škrtt‟                         | 2:59    |
| 6.  | „Fešnkila‟                      | 2:50    |
| 7.  | „$am tvoj‟                      | 3:07    |
| 8.  | „EJ‟                            | 3:27    |
| 9.  | „AAA‟ (feat. Mili Khumara)      | 2:37    |
| 10. | „GG‟ (feat. Cazzafura)          | 3:50    |
| 11. | „Afterica‟ (feat. Mili Khumara) | 3:47    |
| 12. | „Outro‟                         | 2:57    |

## Zasedba
AMN
- Žiga Radulj (ZaHan$olo)
- Miha Jakoljević (Miha Mih)

Tehnično osebje
- Anže Kacafura — miks, mastering